# Rhinoliparis
Rhinoliparis és un gènere de peixos pertanyent a la família dels lipàrids.

## Taxonomia
- Rhinoliparis attenuatus (Burke, 1912)[2]
- Rhinoliparis barbulifer (Gilbert, 1896)[3][4][5][6][7][8][9]